# Уильямс, Уолт
Уолтер Андер «Уолт» Уильямс (англ. Walter Ander "Walt" Williams; родился 16 апреля 1970 года, Вашингтон, Округ Колумбия, США) — американский профессиональный баскетболист.

## Ранние годы
Уолт Уильямс родился в городе Вашингтон (округ Колумбия), учился в Мэрилендской школе Кроссленд (город Темпль-Хиллс), в которой играл за местную баскетбольную команду.

## Студенческая карьера
После окончания школы Уильямс поступил в Мэрилендский университет в Колледж-Парке, где в течение четырёх лет играл за команду «Мэриленд Террапинс», в которой провёл успешную карьеру, набрав в итоге 1704 очка, 478 подборов, 410 передач, 175 перехватов и 81 блок-шот, однако его команда ни разу за четыре года не выигрывала ни регулярный чемпионат конференции Атлантического Побережья, ни турнир конференции Атлантического Побережья, а также ни разу не выходила в плей-офф студенческого чемпионата NCAA.

## Профессиональная карьера
Играл на позиции лёгкого форварда. В 1992 году был выбран на драфте НБА под 7-м номером командой «Сакраменто Кингз». Позже выступал за команды «Майами Хит», «Торонто Рэпторс», «Портленд Трэйл Блэйзерс», «Хьюстон Рокетс» и «Даллас Маверикс». Всего в НБА провёл 11 сезонов. В 1993 году включался во 2-ю сборную новичков НБА, а в 1992 году — во 2-ю всеамериканскую сборную NCAA. Всего за карьеру в НБА сыграл 708 игр, в которых набрал 8385 очков (в среднем 11,8 за игру), сделал 2794 подбора, 1637 передач, 658 перехватов и 406 блок-шотов.
В 1991 году Уильямс выиграл в составе сборной США бронзовые медали Панамериканских игр в Гаване.
Уильямс известен своими высокими носками до колен, которые носил в честь своего кумира детства Джорджа Гервина. В 1997 году участвовал в конкурсе трёхочковых бросков НБА, ежегодно проводимого в рамках звёздного уикенда НБА. Он установил стипендиальный фонд в Мэрилендском университете в размере 125 тысяч долларов, который давал льготы студентам из числа меньшинств, в честь своего покойного отца Уолтера старшего. В 1996 году Уильямс снялся в фильме Эдди, в котором главную роль сыграла Вупи Голдберг, а также в клипе американской рок-группы Hootie & the Blowfish на песню "Only Wanna Be with You" («Только хочу быть с тобой»).

## Статистика в НБА
| Сезон                                                                                    | Команда    | Регулярный сезон | Регулярный сезон | Регулярный сезон | Регулярный сезон | Регулярный сезон | Регулярный сезон | Регулярный сезон | Регулярный сезон | Регулярный сезон | Регулярный сезон | Регулярный сезон | Серия плей-офф | Серия плей-офф | Серия плей-офф | Серия плей-офф | Серия плей-офф | Серия плей-офф | Серия плей-офф | Серия плей-офф | Серия плей-офф | Серия плей-офф | Серия плей-офф |
| Сезон                                                                                    | Команда    | GP               | GS               | MPG              | FG%              | 3P%              | FT%              | RPG              | APG              | SPG              | BPG              | PPG              | GP             | GS             | MPG            | FG%            | 3P%            | FT%            | RPG            | APG            | SPG            | BPG            | PPG            |
| ---------------------------------------------------------------------------------------- | ---------- | ---------------- | ---------------- | ---------------- | ---------------- | ---------------- | ---------------- | ---------------- | ---------------- | ---------------- | ---------------- | ---------------- | -------------- | -------------- | -------------- | -------------- | -------------- | -------------- | -------------- | -------------- | -------------- | -------------- | -------------- |
| 1992/93                                                                                  | Сакраменто | 59               | 26               | 28,4             | 43,5             | 31,9             | 74,2             | 4,5              | 3,0              | 1,1              | 0,5              | 17,0             | Не участвовал  | Не участвовал  | Не участвовал  | Не участвовал  | Не участвовал  | Не участвовал  | Не участвовал  | Не участвовал  | Не участвовал  | Не участвовал  | Не участвовал  |
| 1993/94                                                                                  | Сакраменто | 57               | 4                | 23,8             | 39,0             | 28,8             | 63,5             | 4,1              | 2,3              | 0,9              | 0,4              | 11,2             | Не участвовал  | Не участвовал  | Не участвовал  | Не участвовал  | Не участвовал  | Не участвовал  | Не участвовал  | Не участвовал  | Не участвовал  | Не участвовал  | Не участвовал  |
| 1994/95                                                                                  | Сакраменто | 77               | 77               | 35,6             | 44,6             | 34,8             | 73,1             | 4,5              | 4,1              | 1,6              | 0,8              | 16,4             | Не участвовал  | Не участвовал  | Не участвовал  | Не участвовал  | Не участвовал  | Не участвовал  | Не участвовал  | Не участвовал  | Не участвовал  | Не участвовал  | Не участвовал  |
| 1995/96                                                                                  | Сакраменто | 45               | 45               | 30,7             | 43,5             | 34,1             | 75,6             | 4,6              | 3,7              | 1,2              | 0,9              | 14,6             | Не участвовал  | Не участвовал  | Не участвовал  | Не участвовал  | Не участвовал  | Не участвовал  | Не участвовал  | Не участвовал  | Не участвовал  | Не участвовал  | Не участвовал  |
| 1995/96                                                                                  | Майами     | 28               | 28               | 28,1             | 46,3             | 45,5             | 55,0             | 4,0              | 2,3              | 1,1              | 0,6              | 12,0             | 3              | 3              | 23,3           | 33,3           | 11,1           | 50,0           | 4,0            | 1,7            | 0,3            | 0,3            | 4,7            |
| 1996/97                                                                                  | Торонто    | 73               | 73               | 36,3             | 42,7             | 40,0             | 76,5             | 5,0              | 2,7              | 1,3              | 0,8              | 16,4             | Не участвовал  | Не участвовал  | Не участвовал  | Не участвовал  | Не участвовал  | Не участвовал  | Не участвовал  | Не участвовал  | Не участвовал  | Не участвовал  | Не участвовал  |
| 1997/98                                                                                  | Торонто    | 28               | 16               | 31,3             | 39,2             | 38,0             | 81,7             | 4,2              | 2,5              | 1,4              | 0,8              | 12,4             | Не участвовал  | Не участвовал  | Не участвовал  | Не участвовал  | Не участвовал  | Не участвовал  | Не участвовал  | Не участвовал  | Не участвовал  | Не участвовал  | Не участвовал  |
| 1997/98                                                                                  | Портленд   | 31               | 1                | 19,2             | 37,8             | 34,4             | 90,8             | 2,6              | 1,7              | 0,6              | 0,4              | 8,4              | 4              | 0              | 25,5           | 54,8           | 53,3           | 78,6           | 3,5            | 2,3            | 0,3            | 0,0            | 13,3           |
| 1998/99                                                                                  | Портленд   | 48               | 16               | 21,8             | 42,4             | 43,8             | 83,2             | 3,0              | 1,7              | 0,8              | 0,6              | 9,3              | 13             | 0              | 14,2           | 36,2           | 40,6           | 57,1           | 1,2            | 0,8            | 0,5            | 0,2            | 4,8            |
| 1999/00                                                                                  | Хьюстон    | 76               | 66               | 24,5             | 45,8             | 39,1             | 82,1             | 4,0              | 2,1              | 0,6              | 0,6              | 10,9             | Не участвовал  | Не участвовал  | Не участвовал  | Не участвовал  | Не участвовал  | Не участвовал  | Не участвовал  | Не участвовал  | Не участвовал  | Не участвовал  | Не участвовал  |
| 2000/01                                                                                  | Хьюстон    | 72               | 31               | 22,0             | 39,4             | 39,5             | 77,0             | 3,4              | 1,3              | 0,4              | 0,4              | 8,3              | Не участвовал  | Не участвовал  | Не участвовал  | Не участвовал  | Не участвовал  | Не участвовал  | Не участвовал  | Не участвовал  | Не участвовал  | Не участвовал  | Не участвовал  |
| 2001/02                                                                                  | Хьюстон    | 48               | 25               | 23,3             | 41,9             | 42,6             | 78,4             | 3,4              | 1,4              | 0,4              | 0,2              | 9,4              | Не участвовал  | Не участвовал  | Не участвовал  | Не участвовал  | Не участвовал  | Не участвовал  | Не участвовал  | Не участвовал  | Не участвовал  | Не участвовал  | Не участвовал  |
| 2002/03                                                                                  | Даллас     | 66               | 1                | 17,6             | 39,3             | 37,4             | 62,0             | 3,1              | 0,9              | 0,6              | 0,4              | 5,5              | 15             | 3              | 15,1           | 39,5           | 34,1           | 100,0          | 2,9            | 1,0            | 0,3            | 0,8            | 5,7            |
|                                                                                          | Всего      | 708              | 409              | 26,6             | 42,5             | 37,9             | 74,3             | 3,9              | 2,3              | 0,9              | 0,6              | 11,8             | 35             | 6              | 16,7           | 40,4           | 37,1           | 73,0           | 2,4            | 1,1            | 0,4            | 0,5            | 6,1            |
| Наведите курсор мыши на аббревиатуры в заголовке таблицы, чтобы прочесть их расшифровку. |            |                  |                  |                  |                  |                  |                  |                  |                  |                  |                  |                  |                |                |                |                |                |                |                |                |                |                |                |